# Camfranglais
Le camfranglais [kamfʁɑ̃ɡlɛ]  ou camfranglish en anglais est à la fois un sabir et un argot camerounais à base de français, d'anglais, de pidgin et de langues camerounaises.
Né au début des années 1980 au sein de la communauté estudiantine de Yaoundé, cette langue s'est répandue dans tout le pays. 
Il est considéré comme un exemple de langue mixte.

## Caractéristiques
Pour parler camfranglais, il n'est pas nécessaire de recourir systématiquement au terme de remplacement. En effet, le terme camfranglais spécifique et le terme français alternent comme deux synonymes. Il s'agit en fait d'un français « épicé » de termes anglophones et locaux, car faire appel à un terme camfranglais n’est pas une contrainte linguistique mais un choix discursif.

## Dictionnaire des équivalents français en Camfranglais
A
- Accompagner : Reach
- Accoucher : Born
- Âgé : Répé / Rémé
- Aimer : ya mo
- Aîné : Big
- Aller : go
- Ami : bro, combi, tatat, ndolè, pot
- Amener : Bring
- Apporter : Bring
- Après : Afta
- Argent : do, Nkap, riz,
- Arrêter : hold
- Arriver : came (on lit kèm)
- Attendre : wait
- Attraper : hold
- Aurevoir : Afta, on est ensemble, morrow
- Avorter : mouv le mouna

B
- Baiser : Niass, fom, mbinda, tchouker
- Ballon : bol, ndamba, santé, gyo
- Battre : Nak, toucher, basta
- Belle : Mô, bien, zouk, tendu, feeling
- Bien : Mô(le ô est prononcé)[pas clair], peace, free
- Blanc : Wat
- Boire : tongô, jong (le g est muet et le son ong devient on)
- Boisson : jong, tongô
- Bonjour : Yo, hao, tu djoss quoi chap
- Belle /Beau: Zouk-miel

C
- Caca : Motto (les 2 o comme dans école), le retrait
- Casser : brok
- Couper : kot (comme dans hot anglais)
- Chat : fille facile, poussi
- Chauffeur de taxi : Taximan
- Chaussure : Ngop, shouz, tchaka, paire
- Chien : Nkouandjang, Dagobert
- Chercher : Fala, fan
- Commencer : begin
- Comment tu vas : Ao/How, ça dit quoi ? Se Wati
- Compliqué : High, ndji-ndja, ntanga
- Conducteur de moto : moto man, babana, noir noir

D
- Dernier : Last, devant derrière
- Descendre : Shiba
- Dire : Djoss, tok, toppo
- Donner : give, chou
- Dormir : nang (g muet)
- Draguer : Thra, embrouiller, gérer, angoiser, topor
- Drogue : Banga, Gué, Kior, cailloux, herbe, feuille le wé, njap, lope, Kobolo
- Doucement : hisir

E
- École : School
- Écouter : ya, wiese
- Écrire : Write
- Efféminé : Pédé, ndepso, tchèlè, double Sim
- Église : Church (ch se lit tch)
- Enlever : mouv, mouf
- Entendre : ya, Wiese
- Étranger : Mbenguiste
- Entrer : Djoum
- Étonner : Wanda

F
- Faire l'amour : fom, niass, kinkonser, framponner, taper le noyau, lever la patte, Ntouma, tuer, kombo, etc…
- Famille : mifa
- Finir : bolè
- Fesses : Lass, La boss, Les arguments convainquants, la curiosité
- Fête : Ndjoka, position, ré, mouvement
- Fille : Go, dossier, bébé, wé, bosse, nga, ngui, nguess
- Frère : Bro, frangin, re-fre, tatat, tara, combi, molla
- Footballeur : player, Joueur de ballon, footeux

G
- Grand(e): Big
- Grand frère : Big re-fre
- Gouvernement : Ngomna, les gens de ma'a Popol
- Gronder : boumla, vecto, brass
- Gourmand: Ndock

H
- Homme : Man
- Homosexuel (homme) : pédé, ndepso, double Sim
- Homosexuel (femme) : Lèss

I
- Insulte : hot, kosh

M
- Maison : piol, pI’ll
- Manger : tchop, ndamé, nyama
- Marcher : waka, Djonny, frapper
- Mauvais qualité : Koki
- Menacer: Sissiah
- Mère : mater, vieille
- Militaire : Nyè, mbéré
- Moto : tomo, kéké, bécane

N
- Noir : Black
- Nourriture : Tchop, ndamé

O
- Odeur : Chimel , Noumba (mauvaise odeur)
- Omonime : Bombo

P
- Père : Pater, paternel, vieux
- Personne : mot
- Personne de race blanche : Atangana, wat
- Peur : Fia
- Position : Posi, système, ré
- Prison : Ngass, ngata
- Problème : Maata, blem
- Prostituée : Mbock, waka, chat mort
- Prendre : choua, tcha, take

Q
- Querelles : Clash
- Quartier : Kwatt

R
- Riche : bohboh, tehteh
- Respire Mal : brise bat

S
- Salut : Yo
- Seins : bobis, sincérité
- Sorcellerie : Wish
- Sorcier : Wishman
- Sortie : Comot

T
- Taper : Nak, Basta,
- Trahir : niyan
- Travail : bolot

Il y’a maintenant des termes du Canfran qui sont des concepts comme „Ndem“[pas clair]

## Quelques mots et expressions typiques
(septembre 2021).
Si vous disposez d'ouvrages ou d'articles de référence ou si vous connaissez des sites web de qualité traitant du thème abordé ici, merci de compléter l'article en donnant les références utiles à sa vérifiabilité et en les liant à la section « Notes et références ».
- On va all back au mboa : on va tous rentrer au pays.
- Le petit frère ci est trop bahat : Ce gars est radin.
- Je wanda : Ça m'étonne !
- Il fimba à mon cousin : il ressemble à mon cousin.
- Je vais te send au ngass : je vais t'envoyer en prison
- On go au school everyday : Nous allons à l’école tous les jours.
- Elle ne know pas mô comment on do ça mais elle veut tra : Elle ne sait pas bien le faire mais elle veut essayer.
- Je buy all mes cacos au bateau à Kolo* : J'achète tous mes vêtements au marché de la friperie à 1 000 francs CFA*
- Le way : la chose
- Le ndock : la gourmandise.
- Tu vas sauf que tchop ça : tu vas manger ça !
- Tu ya moh : tu aimes
- C'est son mbidi elle tchop ses dos : c'est son petit ! Elle profite de/dépense son argent.
- Ashouehh : sérieusement
- Slack moi : laisse moi
- Fom : faire le sexe
- Elle est mo : elle est belle
- Wishman : sorcier
- Babana : nordiste (habitant du nord Cameroun)
- Mboutman : personne bête
- Donman : personne rebelle & virile
- Le Nkang : avoir envie de sexe
- Le kwatt : le quartier
- Le pater : le père
- La mater : la mère
- Le vieux : le père
- La vieille : la mère
- Onkal : oncle
- Tantal : tante
- Sincou : cousin
- Resse : sœur
- Le gué : le chanvre
- le Nguémé : la galère
- Le riz : l'argent
- Les dos : l'argent
- le nkap: l´argent
- le caco: l’habit
- Tu djoss que quoi ? : tu dis même quoi ?
- La caisse : la voiture
- La bounya : la voiture
- Il a briss : il a gagné de l argent, sa vie a changé positivement
- Dak : fumer
- Motto : faire les selles
- Thra : draguer
- On l'a têté/ On l’a slack : on a refusé ses avances
- Noumba : sentir mauvais
- Les londos : bluffer
- Lom : mentir
- Choa : prendre
- La ndamba : le ballon
- Le Coupdo : le match de foot
- Pondo : drive
- Faux ways : choses sans importance
- Le ngrimbah : les pratiques mystiques
- Le famla : la secte (sorcellerie)
- Tu vas lire l'heure : Tu vas te retrouver dans des difficultés (expression originale = "Tu vas lire l'heure dans le calendrier")
- La Kéké : la moto
- La piol : la maison
- Le ndjoka : la fête
- Le ndem : les problèmes
- Minba : se venter, crâner
- Pijon : escalader (escalader un mur notamment des élèves qui le font pour fuir les cours)
- Ndem : commettre une erreur
- La tongo : la boisson
- Shiba : descendre
- Sat : s'assoir
- Afficher : Humilier quelqu'un, l'insulter "Elle m'a affiché en public" ; 2) Montrer quelque chose : "Affiche un peu ça"
- Quam tonneau : tombé (utilisé a cause du gardien ivoirien qui est mal tombé contre le Sierra leone)
- Grap : Monté
- le c :telephone
- yabaya : long temps
- la théorie du danger : "Quand tu sait que tu es en danger, tu n'es plus en danger, mais c'est quand tu sait que tu n'es pas en danger, c'est là où tu es en danger. C'est de ça qu'il s'agit". Expression généralement utilisée pour avertir une personne.
- moi je dois laver la go la: je dois faire l’amour avec une fille
- Ekie: L’étonnement,la surprise
- C’est flop: c’est beaucoup
- C’est une djoukssa: C’est une villageoise
- C’est un tété: un riche
- Il est vibré: il est saoul
- C’est un Morpion : un ridicule
- Je suis dans les bruits: je suis dans une fête
- Easy man: Doucement
- piag : fuir
- Moto di go : le car qui part
- Babana: un conducteur de Moto
- Ramatol fuit avec eux: lorsqu’un Beatmaker est trop fort
- La go là est bèlè : La fille là est enceinte
- Avoir un nouveau dossier : Avoir une nouvelle petite amie
- N'est ce pas c'est toi Highlander : Tu aimes entendre
- Je ne veux pas les maata : Je ne veux pas les problèmes

## Les unités monétaires
- Mbam : pièce de 25 francs CFA
- Ngoma : pièce de 50 francs CFA
- Pièce ou cent ou cepiè : pièce de 100 francs CFA
- Cent ngoma:  150CFA
- 2 pièces : 200 francs CFA
- Fap cent : 500 francs CFA
- Kolo : 1000 francs CFA
- Two Kolo : 2000 francs CFA
- Fap kolo: 5000 francs CFA
- Feuille ou papier ou ten : 10000 francs CFA
- 2 papiers/2 feuilles : 20000 francs CFA
- 10 feuilles : 100 000 francs CFA
- 1 bâton ou 1ba : 1 million
- 2 bâtons 2ba : 2 millions

## Ambassadeurs du Camfranglais

### Musiciens, rappeurs et slameurs
- Lapiro de mbanga
- maalhox
- Koppo

### Comédiens, dramaturges et humoristes
- Moustik le Karismatik
- Valéry Ndongo

### Gens de lettres, romanciers, philosophes, essayistes
- Jeanne Mbella Ngom